# Gmina Dicmo
Gmina Dicmo (chorw. Općina Dicmo) – gmina w Chorwacji, w żupanii splicko-dalmatyńskiej. Jej siedzibą jest Kraj. W 2011 roku liczyła 2802 mieszkańców.

## Miejscowości
Gmina składa się z następujących miejscowości:
- Ercegovci
- Kraj
- Krušvar
- Osoje
- Prisoje
- Sičane
- Sušci